# It's Mamix
It's Mamix(англ. Mamix; справжнє ім'я (Максим Олександрович Монахов; рід. ) — російський відеоблогер. Займає лідируючу позицію в двадцятці російськомовних YouTube-блогерів по залученості аудиторії на думку Brand Analytics станом на червень 2019 року. Також є багаторазовим володарем срібних і золотих  кнопок YouTube за досягнення планки в сто тисяч і мільйонів підписників.

## Біографія і творчість
Народився 22 квітня 1996 року в Рубцовську.
У 2013 році почав свою діяльність на YouTube. Основними рубриками для перших відеороликів Мамікса стали "Школотролль" (огляд неякісних відеороликів в Інтернеті) і чатрулетка (відео з сайтів, на яких незнайомі люди спілкуються за допомогою відео, аудіо та чату). Пізніше змінив тематику каналу на ігрову і у великій кількості почав публікувати комерційні відеоролики. Через деякий час створив новий канал і повністю виключив на ньому комерцію.
Широко відомий став в 2016 році, після публікації експерименту з напоєм» Кока-кола, суть якого полягала в змішуванні десяти тисяч літрів напою з содою з метою отримання їх взаємної реакції. Однак тоді експеримент не вдався. Повторити спробу блогер пообіцяв тоді, коли на каналі буде 10 млн підписників.
У 2016 році переїхав до Новосибірська.
Канал "It's Mamix" створив ще в січні 2017 року для публікації різних сценарних скетч-відео, проте активно продовжував вести канал "mr Everyday". Потім створив канал "типи", а в 2018 році, переставши його оновлювати, остаточно перейшов на канал "It's Mamix", але на канал "типи" продовжують додаватися відео деякими членами команди Мамікса.
З жовтня 2019 року канал "mr Everyday" знову Активний у зв'язку з переходом основного каналу «It's Mamix» на новий рівень. Старий формат як і раніше містить нескладні експерименти в режимі імпровізації. 28 грудня 2019 року відбувся вихід пілотної серії в новому форматі "Мамікс 2.0". Він полягає в збільшеному якості відеоряду і більш повному розкритті теми ролика. У пілотному відео Мамікс з командою проводили експеримент з 1000 фонтанами Coca-cola за рахунок її реакції з цукерками Mentos. За словами блогера, на підготовку і проведення експерименту було витрачено більше 40 днів.
17 лютого 2020 року канал набрав 10 млн підписників.
21 серпня 2020 року на каналі "Mamix?" вийшов експеримент "10 000 ЛИТРОВ КОКА-КОЛЫ VS МЕНТОС 2" який мав би вийти 20 серпня 2020. Цікавий факт: в зв'язку з поганою реакцією та дороговизною Mentos, ці драже були замінені на столову соду. За словами автора це був історичний та наймасштабніший експеримент в чотирьохрічній історії каналу.
27 грудня 2021 року під час зйомок відео стався вибух. В результаті Мамікс отримав серйозну травму руки та перебував у комі. На аудіозаписі, опублікованому 3 березня 2022 року, можливо, чути, як він веде зворотний відлік, але коли він каже «Ходімо!», нічого не відбувається. Через кілька секунд стався гучний вибух, і команда Мамікса кричить, щоб викликали швидку. Мамікс сказав, що він отримав близько 13 переломів та опіків.
У грудні 2024 року в одному з відео Мамікс розповів, що вони з дружиною Марією 2 роки тому провели експеримент, результатом якого стала донька Мішель.

## Тематика каналу
На Youtube каналі публікуються різні відеоролики жанрів "DIY" і "Експеримент",а також інші веселі відео.